# Ostrobotnia Centrale
L'Ostrobotnia Centrale (in finlandese Keski-Pohjanmaa, in svedese Mellersta Österbotten) è una provincia della Finlandia ed è parte della regione storica dell'Ostrobotnia. Confina con l'Ostrobotnia, l’Ostrobotnia Meridionale, l’Ostrobotnia Settentrionale e la Finlandia Centrale. L'Ostrobotnia centrale è divisa nei distretti di Kokkola e Kaustinen.

## Amministrazione
Come la gran parte delle altre province finlandesi, l’Ostrobotnia Centrale è governata da due diversi enti:
- la Federazione dell’Ostrobotnia Centrale (Keski-Pohjanmaan liitto) è la confederazione dei comuni, con un Consiglio provinciale nominato dai consiglieri comunali, e una relativa Giunta provinciale. Il suo compito è gestire le competenze comunali su un ambito spaziale più ampio e condiviso.
- l’Area di benessere dell’Ostrobotnia Centrale (Keski-Pohjanmaan hyvinvointialue) è l’ente sanitario provinciale, creato nel 2022 e con un Consiglio eletto direttamente dai cittadini, che tramite la relativa Giunta gestisce gli ospedali e i servizi assistenziali.[1]

Il primo ente è quello che nomina il direttore provinciale.
La provincia era inclusa nella Finlandia Occidentale, oggi soppressa. 

## Comuni
Nell'Ostrobotnia centrale vi sono 8 comuni, di cui due sono città (in neretto).
- Halsua
- Kannus
- Kaustinen
- Kokkola
- Lestijärvi
- Perho
- Toholampi
- Veteli

## Fonti di sostentamento
Nell'Ostrobotnia centrale, la combustione del catrame, il commercio e la costruzione di navi sono state nel passato le più importanti attività di sostentamento, e nel XVIII secolo era una delle più prospere regioni della Finlandia. Oggigiorno l'area è una delle più importanti per l'industria tecnologica. L'agricoltura della zona è tra le più conosciute per il suo approccio a basso impatto ambientale. Numerose sono le piccole proprietà specializzate in particolari attività agricole e vasta è la produzione agricola di base.

## Storia
L'Ostrobotnia centrale è stata abitata sin da 5000 anni fa. Esistono tracce di abitazioni risalenti a quel periodo nelle vicinanze delle antiche foci dei fiumi e della costa. I simboli più antichi sono stati trovati nei pressi dell'antica costa marina che, a causa dell'elevamento della regione, si trova oggigiorno a circa cento metri sul livello del mare.
La più vecchia costruzione è la chiesa di Kaarlela a Kokkola, costruita nel 1494.

## Storia amministrativa
La suddivisione amministrativa dell'Ostrobotnia centrale non è stata semplice. In principio la regione faceva parte dell'Ostrobotnia settentrionale fino a Pyhäjoki. Durante il XVII secolo della regione facevano parte quattro parrocchie principali (al tempo la suddivisione del paese era in base alle parrocchie): Jakobstad, Kronoby, Kokkola, Kälviä, Lohtaja e Kalajoki. Durante gli anni cinquanta alla stessa regione appartenevano 31 comuni. A seguito dei cambiamenti amministrativi municipali degli anni novanta, parte dei comuni settentrionali dell'Ostrobotnia centrale del tempo vennero annessi di nuovo all'Ostrobotnia settentrionale e la parte dei comuni a prevalente lingua svedese costituirono una nuova provincia che, precedentemente conosciuta come regione costiera di Vaasa, prese il controverso nome di Ostrobotnia. La situazione è abbastanza complicata, se si considera che dell'attuale organo amministrativo dell'Ostrobotnia centrale, la Lega dell'Ostrobotnia centrale, sono membri anche i comuni di Kronoby (che ufficialmente appartiene alla regione dell'Ostrobotnia, e Kalajoki, Sievi ja Reisjärvi (che si trovano nell'Ostrobotnia settentrionale.

## Geografia fisica
L'Ostrobotnia centrale è divisa nella regione fluviale, costiera e del Suomenselkä. Le regioni agricole della zona sono caratterizzate dalle tipiche ampie distese campestri divise dal letto dei fiumi, dalle zone boschive, e dalle paludi. L'insediamento umano è limitato alle regioni in prossimità dei fiumi e della costa. Tra i numerosi fiumi presenti, i più grandi sono il Vetelinjoki, il Lestijoki e il Kalajoki. L'uso storico dei fiumi quali principali vie di comunicazione è tuttora mantenuto, vista la pescosità delle loro acque, e il numero di centrali idroelettriche ivi costruite.
L'elevazione della superficie terrestre nella zona è molto rapida, circa 8,5 cm ogni dieci anni, e per questa ragione la superficie costiera aumenta costantemente. La zona del Suomenselkä è composta principalmente da laghi ed è poco abitata.

## Stemma
Lo stemma dell'Ostrobotnia centrale è stato disegnato da Gustav von Numers sulla base del vecchio stemma dell'Ostrobotnia. Esso è composto da una martora dorata rivolta indietro su uno sfondo azzurro, e contornata da cinque fiori stilizzati, indicanti i cinque comuni originali della regione (Jakobstad, Kokkola, Lohtaja, Kalajoki e Pyhäjoki)

## Dialetto dell'Ostrobotnia centrale
Il Dialetti della Finlandia dialetto dell'Ostrobotnia centrale fa parte del gruppo dei dialetti occidentali, sebbene abbia anche caratteristiche tipiche di quelli orientali. A causa dell'immigrazione dalla regione del Savo, le caratteristiche di questo dialetto sono più marcate di quello dell'Ostrobotnia settentrionale.
I dialetti svedesi parlati nella zona sud-occidentale della provincia sono molto caratteristici, e variano fortemente da paese a paese.